# Teddy Lučić
Teddy Lučić (ur. 15 kwietnia 1973 w Göteborgu) – szwedzki piłkarz, grający na pozycji środkowego obrońcy, były reprezentant kraju.
Występował w klubach: Lundby IF, Västra Frölunda IF, IFK Göteborg, FC Bologna, AIK Sztokholm, Leeds United, Bayer 04 Leverkusen, BK Häcken.
Powołany został na Mundial w USA w 1994, gdzie nie wystąpił w żadnym meczu, ale wywalczył III miejsce. W reprezentacji Szwecji zadebiutował rok później. Wystąpił w 86 meczach. Uczestniczył w Euro 2000, MŚ 2002, Euro 2004 i MŚ 2006. Podczas tej ostatniej imprezy Szwedzi awansowali do 1/8 finału. Przegrali z Niemcami 0:2, a Lučić otrzymał czerwoną kartkę.